# Lavinskyit
Lavinskyit ist ein sehr selten vorkommendes Mineral aus der Mineralklasse der „Silikate und Germanate“. Es kristallisiert im orthorhombischen Kristallsystem mit der chemischen Zusammensetzung K(Li,Cu)Cu6[(OH)2|Si4O11]2 und ist damit chemisch gesehen ein Kalium-Kupfer-Silikat mit zusätzlichen Hydroxidionen. Da in natürlichen Lavinskyitproben allerdings stets ein Teil des Kupfers durch Lithium vertreten (substituiert) ist, sind diese beiden Elemente durch runde Klammern vom Rest der Formel abgetrennt, jedoch steht dieser Anteil immer im selben Mengenverhältnis zu den anderen Bestandteilen des Minerals.
Lavinskyit ist durchsichtig und entwickelt hellblaue, tafelige Kristalle mit glasähnlichem Glanz auf den Oberflächen.

## Etymologie und Geschichte
Entdeckt wurde Lavinskyit in der Wessels Mine bei Hotazel in der Manganlagerstätte der Kalahari in Südafrika und beschrieben 2012 durch Hexiong Yang, Robert T. Downs, Stanley H. Evans, William W. Pinch und Marcus J. Origlieri. Benannt wurde das Mineral nach dem Mineralsammler und Inhaber des Mineralien-Handelsunternehmens „The Arkenstone“ Robert Matthew „Rob“ Lavinsky (* 1972).
Typmaterial des Minerals wird im Mineralmuseum der University of Arizona (Katalog-Nr. 19335) und im „RRUFF Project“ (Ablage R120057) aufbewahrt. Das Holotypmaterial gehört zur Sammlung von William W. Pinch.

## Klassifikation
Lavinskyit wurde erst 2012 als eigenständiges Mineral von der International Mineralogical Association (IMA) anerkannt und publiziert. Eine genaue Gruppen-Zuordnung in der 9. Auflage der Strunz’schen Mineralsystematik, deren letzte Aktualisierung mit der Veröffentlichung der IMA-Liste der Mineralnamen 2009 vorgenommen wurde, ist daher bisher nicht bekannt.
Aufgrund seiner strukturellen Verwandtschaft mit Plancheit und Shattuckit wird Lavinskyit aber vermutlich ebenfalls in die Abteilung der Ketten- und Bandsilikate und dort in die Ketten- und Bandsilikate mit 2-periodischen Einfachketten Si2O6; mit zusätzlich O, OH, H2O; Pyroxen-verwandte Minerale (System-Nr. 9.DB.) eingeordnet.

## Kristallstruktur
Lavinskyit kristallisiert isotyp mit Plancheit im orthorhombischen Kristallsystem in der Raumgruppe Pcnb (Raumgruppen-Nr. 60, Stellung 6) mit den Gitterparametern a = 19,046(2) Å; b = 20,377(2) Å und c = 5,2497 Å sowie  Formeleinheiten pro Elementarzelle.

## Bildung und Fundorte
Der bisher einzige bekannte Fundort von Lavinskyit ist seine Typlokalität Wessels Mine in der südafrikanischen Kalahari, wo er vergesellschaftet mit den ebenfalls dort erstmals entdeckten Mineralen Wesselsit und Scottyit (IMA 2012-027) sowie mit Pektolith, Richterit und Sugilith auftritt.
Als weiterer Fundort wird zwar die Grube „N’Chwaning II“ bei Kuruman genannt, allerdings wurde der Fund bisher nicht bestätigt.